# 贾森·弗利金杰
贾森·弗利金杰（英語：Jason Flickinger，1977年5月9日—），美国男子赛艇运动员。他曾代表美国参加西班牙塞维利亚举办的2003年世界赛艇锦标赛，获得男子四人单桨有舵手金牌。